# The King of Limbs
| 전문가 평가          | 전문가 평가 |
| 총 점수              | 총 점수     |
| 출처                 | 점수        |
| -------------------- | ----------- |
| AnyDecentMusic?      | 7.6/10      |
| 메타크리틱           | 80/100      |
| 평가 점수            |             |
| 출처                 | 점수        |
| AllMusic             | [ 3 ]       |
| The A.V. Club        | B+          |
| Entertainment Weekly | B           |
| The Guardian         | [ 6 ]       |
| The Independent      | [ 7 ]       |
| NME                  | 7/10        |
| Pitchfork            | 7.9/10      |
| Q                    | [ 10 ]      |
| Rolling Stone        | [ 11 ]      |
| Spin                 | 8/10        |

《The King of Limbs》는 영국의 얼터너티브 록 밴드 라디오헤드의 여덟 번째 스튜디오 음반이다. 2011년 2월 18일, 다운로드로 자체 발매되었으며, 3월 28일, XL 레코딩스와 북미 TBD 레코드를 통해 실제 발매되었다.
《In Rainbows》 (2007년)의 장기 녹음과 더 전통적인 악기에 이어, 라디오헤드와 그들의 오랜 프로듀서 나이젤 고드리치는 샘플링과 루핑을 통해 《The King of Limbs》를 개발하였다. 가수 톰 요크는 이 음반을 "야성과 돌연변이의 표현"이라고 설명했다. 요크와 오랜 협력자인 스탠리 돈우드가 그린 이 삽화는 동화에서 영감을 얻은 자연과 영혼을 묘사하고 있다.
라디오헤드는 《The King of Limbs》의 싱글은 발표하지 않았지만, 인터넷 밈에 영감을 준 요크의 춤이 담긴 〈Lotus Flower〉의 뮤직 비디오를 발표했다. 2012년, 그들은 몇몇 축제 출연과 함께 국제 투어를 시작했다. 토론토의 다운스뷰 파크에서 임시 무대가 무너져 기술자가 숨지고 3명이 다치는 등 유럽 투어가 연기됐다.
비록 《The King of Limbs》는 파격적인 제작과 짧은 길이의 청취자들로 나뉘었지만, 《더 와이어》, 《NME》, 《팝매터스》를 포함한 출판물들에 의해 올해의 최고의 음반들 중 하나로 선정되었다. 이 음반은 제 54회 그래미 어워드에서 베스트 얼터너티브 뮤직 앨범상을 포함한 5개 부문 후보에 올랐다. 다운로드 버전은 두 달 동안 약 30만에서 40만 장이 팔렸고, 이 바이닐은 영국에서 베스트셀러가 되었다. 소매판은 영국 음반 차트에서 7위, 미국 빌보드 200에서 6위로 데뷔했다. 《The King of Limbs》는 리믹스 음반 《TKOL RMX 1234567》, 라이브 비디오 《The King of Limbs: Live from the Basement》, 그리고 아웃테이크 〈Supercollider〉와 〈The Puncher〉가 그 뒤를 이었다.

## 녹음
라디오헤드는 2009년 5월부터 2011년 1월까지 오랜 프로듀서 나이젤 고드리치와 간헐적으로 《The King of Limbs》를 작업했다. 2010년 초 로스앤젤레스에서 여배우 드루 배리모어의 집에서 3주간의 녹음을 포함하였다.
라디오헤드는 그들의 이전 음반 《In Rainbows》 (2007년)의 장기 녹음 과정을 반복하는 것을 피하고 싶었다. 가수 톰 요크에 따르면, 밴드는 "우리가 계속할 것이라면, 우리는 새로운 일련의 이유로 그것을 할 필요가 있다"고 느꼈다고 한다. 커버 아티스트 스탠리 돈우드는 《In Rainbows》가 "매우 결정적인 진술"인 반면, 밴드는 "과도한" 음반을 만들고 싶어했다고 말했다. 멀티 인스트루멘탈리스트인 조니 그린우드는 "우리는 기타를 집어들고 화음을 쓰고 싶지 않았습니다. 우리도 컴퓨터 앞에 앉고 싶지 않았어요. 우리는 세 번째 것을 원했습니다. 그것은 재생과 프로그래밍을 포함합니다."
라디오헤드는 라이브 공연에서 《In Rainbows》를 개발한 반면, 《The King of Limbs》는 스튜디오 실험으로 개발되었다. 요크는 기존의 기록 방식에서 더 나아가려고 노력했다. 요크와 고드리치가 로스앤젤레스에 있는 동안 DJ에 관심을 갖게 된 후, 고드리치는 밴드가 기존의 악기 대신 턴테이블과 바이닐 에뮬레이션 소프트웨어를 사용하는 2주간의 실험을 제안했다. 고드리치에 따르면, "그 2주간의 실험은 결국 6개월에 그치고 말았습니다. 이 모든 것이 그 기록입니다."

## 커버 아트
이 커버 아트는 요크가 오랜 라디오헤드의 공동작업자 스탠리 돈우드와 함께 만들었다. 이전 라디오헤드 음반과 마찬가지로, 돈우드는 밴드가 근처에서 녹음한 대로 이 삽화를 작업했다. 그는 라디오헤드 멤버들의 오일 초상화를 게르하르트 리히터 스타일로 그릴 생각이었으나, "나는 전에 오일로 그린 적이 없고 게르하르트 리히터가 아니기 때문에 그것은 단지 일련의 그림 재앙이었다"고 단념했다. 대신, 그 음악은 돈우드로 하여금 "무서운 동상이 안개 속에 숨어 있는 동안 나뭇가지에서 음악이 울려 퍼지는 엄청난 다색의 나무 대성당"을 생각하게 했다. 그와 요크는 눈과 팔다리와 입, 그리고 친지들로 나무를 그려 북유럽 동화에서 영감을 얻은 "이상한 다림질 생물"을 만들어냈다.
《The King of Ladies》의 특별판인 "신문"을 위해, 돈우드는 "유속 상태"를 창조하고 싶었다. 그는 햇빛이 희미해지는 신문을 그것의 덧없는 성격으로 선택했고, 이것은 이 음반의 자연적 주제를 반영하여 생물의 자연적인 부패를 반영했다. 돈우드는 또한 주말 브로드시트과 급진적인 1960년대 신문과 잡지에서 영감을 얻었다. 스페셜 에디션은 제54회 그래미 어워드에서 베스트 박스상 또는 스페셜 리미티드 에디션 패키지상에 후보로 올랐다.

## 판매
라디오헤드 웹 사이트에서, 소매 출시 전 거의 두 달 동안 독점적으로 사용 가능했던 《The King of Limbs》는 300,000~400,000장의 다운로드 복사본을 판매했다. 라디오헤드의 공동 매니저인 크리스 허포드는 라디오헤드가 그들의 이전 음반들보다 더 많은 돈을 벌었다고 추정했는데, 대부분의 판매는 음반 회사 없이 그들의 웹사이트를 통해 이루어졌기 때문이다.
소매판은 첫 주에 33,469장이 팔리면서 영국 음반 차트에서 7위로 데뷔했다. 스페셜 에디션 판매를 제외한 이 바이닐 에디션은 2011년 상반기 영국에서 2만 장 이상 판매됐으며, 이 기간 전체 바이닐 판매량의 12%에 달해 2011년 가장 많이 팔린 바이닐 음반이 됐다. 2015년 4월 기준으로 영국에서 10년 동안 두 번째로 많이 팔린 바이닐이다. 이 음반의 7위 정점은 라디오헤드의 5개 연속 음반을 마감하여 영국 음반 차트에서 1위를 차지했다.
미국에서 소매판은 첫 주 69,000장의 판매고를 올리며 빌보드 200에서 6위로 데뷔했다. 그 다음 주에는 67,000장이 팔리면서 3위로 정점을 찍었다. 2012년 4월, 《The King of Limbs》는 미국에서 307,000장의 소매 판매고를 올리며 골드 인증을 받지 못한 라디오헤드의 첫 번째 음반이 되었다.

## 곡 목록
모든 곡들은 콜린 그린우드, 조니 그린우드, 에드 오브라이언, 필 셀웨이 그리고 톰 요크에 의해 작사/작곡하였다.
| #  | 제목                  | 재생 시간 |
| -- | --------------------- | --------- |
| 1. | 〈Bloom〉             | 5:15      |
| 2. | 〈Morning Mr Magpie〉 | 4:41      |
| 3. | 〈Little by Little〉  | 4:27      |
| 4. | 〈Feral〉             | 3:13      |
| 5. | 〈Lotus Flower〉      | 5:01      |
| 6. | 〈Codex〉             | 4:47      |
| 7. | 〈Give Up the Ghost〉 | 4:50      |
| 8. | 〈Separator〉         | 5:20      |

## 인증
| 국가                       | 인증 | 판매량/출하량 |
| -------------------------- | ---- | ------------- |
| 캐나다 (뮤직 캐나다)       | 골드 | 40,000^       |
| 스페인                     | —    | 2,287         |
| 영국 (BPI)                 | 골드 | 100,000^      |
| 미국                       | —    | 370,000       |
| ^출하량을 기반으로 한 인증 |      |               |